# Tir la Jocurile Olimpice de vară din 1896 - pușcă militară trei poziții 300 m (masculin)
Proba masculină de tir pușcă militară trei poziții 300m a fost una dintre cele cinci probe de tir sportiv incluse în programul de tir la Jocurile Olimpice de vară din 1896. Cea de-a doua probă de pușcă și ultima dintre probele de tir, pușca liberă, a început la 11 aprilie. Fiecare trăgător a tras 40 de focuri, în patru runde de câte zece focuri. 25 de sportivi s-au înscris la această probă, deși doar 20 au concurat efectiv. Aceștia au reprezentat trei națiuni. Frangoudis a condus după prima zi, dar când proba a fost continuată pe 12 aprilie, Orphanidis a preluat conducerea și a rămas pe primul loc. El a nimerit ținta de 37 de ori.

## Context
Aceasta a fost singura apariție a probei masculine de pușcă militară trei poziții 300m fără cerințe de poziție. O probă cu trei poziții avea să fie introdusă în 1900 (împreună cu medalii pe echipe și individuale) și a avut loc de 11 ori de atunci și până în 1972.

## Formatul competiției
În cadrul competiției, fiecare trăgător a tras 40 de focuri, în 4 runde de câte 10 focuri, la o distanță de 300 de metri. Punctajul presupunea înmulțirea loviturilor la țintă cu punctele obținute în fiecare rundă.

## Program
Proba a fost ultima dintre probele de tir, începând după-amiaza zilei a șasea de concurs. S-a desfășurat până când a fost prea întuneric pentru a mai putea trage, apoi a fost amânată pentru dimineața următoare. S-a încheiat duminică la ora 13.00. Nu se cunoaște ora exactă de începere a fiecărei sesiuni.
| Dată                                               | Dată                                             | Timp | Rundă  |
| Gregorian                                          | Iulian                                           | Timp | Rundă  |
| -------------------------------------------------- | ------------------------------------------------ | ---- | ------ |
| Sâmbătă, 11 aprilie 1896 Duminică, 12 aprilie 1896 | Sâmbătă, 30 martie 1896 Duminică, 31 martie 1896 |      | Finala |

## Rezultate
Se cunosc doar rezultatele parțiale.
| Loc  | Sportiv                | Țară           | Scor       | Lovituri   | 1          | 2          | 3          | 4          |
| ---- | ---------------------- | -------------- | ---------- | ---------- | ---------- | ---------- | ---------- | ---------- |
| 1    | Georgios Orphanidis    | Grecia         | 1.583      | 37         | 328        | 520        | 420        | 315        |
| 2    | Ioannis Frangoudis     | Grecia         | 1.312      | 31         | 470        | 192        | 440        | 210        |
| 3    | Viggo Jensen           | Danemarca      | 1.305      | 31         | 392        | 423        | 280        | 210        |
| 4    | Anastasios Metaxas     | Grecia         | 1.102      | Necunoscut | Necunoscut | Necunoscut | Necunoscut | Necunoscut |
| 5    | Pantelis Karasevdas    | Grecia         | 1.039      | Necunoscut | Necunoscut | Necunoscut | Necunoscut | Necunoscut |
| 6–18 | Antelothanasis         | Grecia         | Necunoscut | Necunoscut | Necunoscut | Necunoscut | Necunoscut | Necunoscut |
| 6–18 | Georgios Diamantis     | Grecia         | Necunoscut | Necunoscut | Necunoscut | Necunoscut | Necunoscut | Necunoscut |
| 6–18 | Alexios Fetsios        | Grecia         | Necunoscut | Necunoscut | Necunoscut | Necunoscut | Necunoscut | Necunoscut |
| 6–18 | Karakatsanis           | Grecia         | Necunoscut | Necunoscut | Necunoscut | Necunoscut | Necunoscut | Necunoscut |
| 6–18 | Hatzidakis             | Grecia         | Necunoscut | Necunoscut | Necunoscut | Necunoscut | Necunoscut | Necunoscut |
| 6–18 | Nikolaos Levidis       | Grecia         | Necunoscut | Necunoscut | Necunoscut | Necunoscut | Necunoscut | Necunoscut |
| 6–18 | Sidney Merlin          | Marea Britanie | Necunoscut | Necunoscut | Necunoscut | Necunoscut | Necunoscut | Necunoscut |
| 6–18 | Xenon Mikhailidis      | Grecia         | Necunoscut | Necunoscut | Necunoscut | Necunoscut | Necunoscut | Necunoscut |
| 6–18 | Moustakopoulos         | Grecia         | Necunoscut | Necunoscut | Necunoscut | Necunoscut | Necunoscut | Necunoscut |
| 6–18 | Panagiotis Pavlidis    | Grecia         | Necunoscut | Necunoscut | Necunoscut | Necunoscut | Necunoscut | Necunoscut |
| 6–18 | Alexandros Theofilakis | Grecia         | Necunoscut | Necunoscut | Necunoscut | Necunoscut | Necunoscut | Necunoscut |
| 6–18 | Ioannis Theofilakis    | Grecia         | Necunoscut | Necunoscut | Necunoscut | Necunoscut | Necunoscut | Necunoscut |
| 6–18 | Nikolaos Trikoupis     | Grecia         | Necunoscut | Necunoscut | Necunoscut | Necunoscut | Necunoscut | Necunoscut |
| —    | Leonidas Langakis      | Grecia         | NT         | NT         | NT         | NT         | NT         | NT         |
| —    | Ioannis Vourakis       | Grecia         | NT         | NT         | NT         | NT         | NT         | NT         |